# Lunyore
Pour les articles homonymes, voir Nyole.
Le nyole, aussi appelé lunyole ou lunyore, est une langue bantoue parlée au Kenya. Elle fait partie du groupe luyia. Elle est proche mais distincte du nyole parlé en Ouganda.